# Oliver Dowden
Oliver James Dowden CBE (Park Street, 1978. augusztus 1. –) brit konzervatív politikus, alsóházi képviselő Hertsmere választókerületből. A Sunak-kormányban a Lancasteri hercegség kancellárja pozíciót tölti be. 
Dowden az első és második Johnson-kormányban 2019 és 2020 között a kabinetirodáért felelős miniszterként és paymaster generalként, 2020 és 2021 között pedig digitális, kultúráért, médiáért és sportért felelős miniszterként tevékenykedett.

## Fordítás
Ez a szócikk részben vagy egészben  az   Oliver Dowden című angol Wikipédia-szócikk ezen változatának fordításán alapul.  Az eredeti cikk szerkesztőit annak laptörténete sorolja fel. Ez a jelzés csupán a megfogalmazás eredetét és a szerzői jogokat jelzi, nem szolgál a cikkben szereplő információk forrásmegjelöléseként.